# Termes (België)
Termes (Gaumais: Terme) is een plaats in de Gaume en sinds de gemeentelijke herindeling van 1977 in het arrondissement Virton een deelgemeente van Chiny.

## Demografische ontwikkeling
- Bronnen:NIS, Opm:1831 tot en met 1970=volkstellingen

Deelgemeenten: Chiny · Izel · Jamoigne · Les Bulles · Suxy · Termes

Overige dorpen: Frenois · La Haïlleule · La Mouline · Moyen · Pin · Pont Charreau · Prouvy · Romponcelle · Valansart

Belgische gemeenten · Arrondissement Virton · Luxemburg · Wallonië